# Рэдфорд, Чарли
Чарльз Рэ́дфорд (англ. Charles Radford; 19 марта 1900, Уолсолл, Англия — 14 июля 1924, Вулвергемптон, Англия) — более известный как Ча́рли Рэ́дфорд (англ. Charlie Radford) — английский футболист, выступавший на позиции крайнего защитника. Выступал за «Уолсолл» и «Манчестер Юнайтед». Погиб в возрасте 24 лет в мотоциклетной аварии.

## Биография
В школьном возрасте Рэдфорд выступал за «Уолсолл Скулбойз» и за школьную сборную Англии. На тот момент он играл на позиции нападающего. В дальнейшем играть за клуб «Уолсолл», выступавший в Лиге Бирмингема и окрестностей. В мае 1920 года перешёл в «Манчестер Юнайтед». Он не смог пробиться в основной состав в качестве нападающего, и начал выступать на позиции правого крайнего защитника за резервистов «Юнайтед». Дебютировал в основном составе клуба в последней игре сезона 1920/21 7 мая 1921 года против «Дерби Каунти».
В сезоне 1921/22 Рэдфорд стал основным правым защитником команды, сыграв в 26 матчах чемпионата. В следующем сезоне Чарли сыграл уже в 34 матчах чемпионата и забил свой первый гол за клуб (в ворота «Блэкпула» 7 апреля 1923 года). В сезоне 1923/24 провёл за клуб 30 матчей в лиге. В марте 1924 года был удалён в игре против «Нельсона». Летом 1924 года погиб в мотоциклетной аварии под Вулвергемптоном. Свою последнюю игру за клуб провёл 22 марта 1924 года против «Халл Сити». Всего сыграл за «Юнайтед» 96 матчей и забил 1 гол.